# Почесний нагрудний знак «Сталевий хрест»
Сталевий хрест — відзнака Головнокомандувача Збройних сил України, почесний нагрудний знак. Нею нагороджуються військовослужбовці ЗСУ, які відзначилися вправним командуванням.

## Історія нагороди
Нагорода заснована відповідно до Наказу Головнокомандувача Збройних сил України № 411 від 23 грудня 2021 року «Про почесні нагрудні знаки Головнокомандувача Збройних Сил України», який остаточно набув чинності 01 червня 2022 року.

## Положення про відзнаку
Нагрудним знаком «Сталевий хрест» нагороджуються військовослужбовці Збройних Сил України за виконання бойових завдань під час проведення об'єднаних, антитерористичних операцій, а також операцій з підтримання миру та безпеки, високі показники у бойовій підготовці, несення бойового чергування, вартової (внутрішньої) служби у повсякденній діяльності.
Нагрудним знаком можуть нагороджувати повторно, при чому загальна кількість нагороджень не може перевищувати трьох разів. У разі повторного нагородження особі вручається металеве зображення сталевого кольору «Гілка дубового листя», яке розміщується на стрічці нагрудного знака.

## Опис відзнаки
Почесний нагрудний знак Головнокомандувача Збройних Сил України «Сталевий хрест» виготовляється із білого металу і має вигляд хреста із сторонами у вигляді рельєфних ударних частин пірначів. У центрі хреста розташований центральний медальйон, який має вигляд гільяшованого круга червоної емалі, охопленого вінком з дубового листя жовтого металу. В центрі медальйона гербова фігура «Острога» жовтого металу з герба гетьмана Костянтина Острозького.
Усі зображення — рельєфні.
Розмір хреста: висота — 40 мм, ширина — 40 мм.
За допомогою вушка та двох кілець різного діаметру хрест з'єднується зі стрічкою, протягнутою через кільце більшого діаметру і складеною вдвоє із загнутими біля кільця кутами. На зворотному боці стрічки у верхній частині — застібка для прикріплення нагрудного знака до одягу.
Стрічка нагрудного знака шовкова муарова з поздовжніми смужками (зліва направо): сіро-сталевого кольору — шириною 13 мм, багряного кольору — шириною 9 мм, сіро-сталевого кольору — шириною 13 мм. Довжина стрічки у складеному вигляді — 55 мм, ширина — 35 мм, довжина прямої лінії — 40 мм.
У випадку повторного нагородження на стрічці розміщується металеве зображення «Гілка дубового листя» із бронзи. Розмір гілки: довжина — 34 мм, ширина — 7 мм.
Планка нагрудного знака — прямокутна металева пластинка, обтягнута стрічкою, як на нагрудному знаку. Розмір планки: висота — 9,5 мм, ширина — 35 мм.

Вигляд Почесного нагрудного знака «Сталевий хрест» залежно від кількості нагороджень
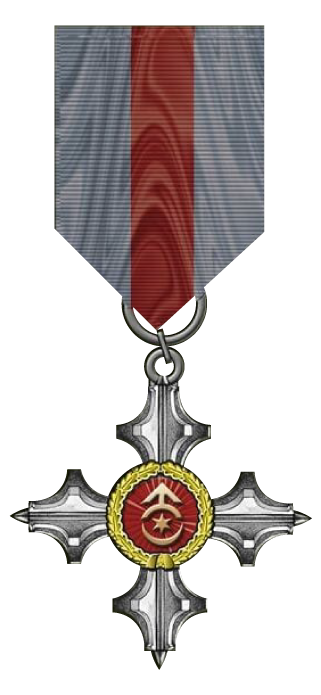
для нагороджених вперше
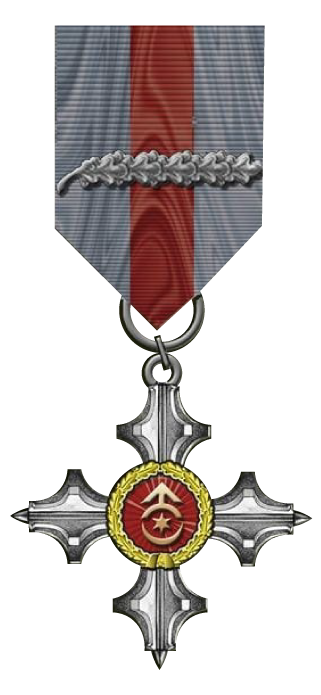
для нагороджених вдруге
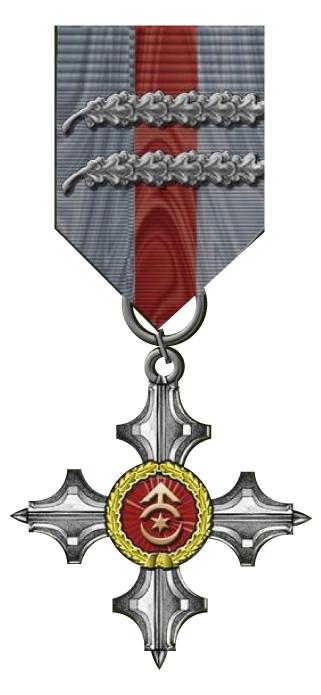
для нагороджених втретє

## Порядок носіння відзнаки
Нагрудний знак носять з лівого боку грудей і розміщують після Почесного нагрудного знаку Головнокомандувача Збройних Сил України «Срібний хрест» та попереду Почесного нагрудного знаку Головнокомандувача Збройних Сил України «Хрест Військова честь».